# Walter Lippmann (advocaat)
Walter Lippmann (Leipzig, 13 oktober 1895 – Hamburg, 5 april 1986) was een Duits advocaat, openbaar aanklager en esperantist van Joodse komaf.
Als gepromoveerd jurist was hij in bovengenoemde functies in Berlijn werkzaam. Vanaf 1908 was hij een aanhanger van het Esperanto en werd directeur van de grammatica-afdeling van de Esperanto-academie. Onder meer publiceerde hij een werk van Lejzer Zamenhof, de bedenker van het Esperanto.
In 1941 wist Lippmann dankzij de hulp van internationale Esperanto-verenigingen naar de Verenigde Staten te emigreren. In 1955 ging hij in Hamburg wonen en werken. In 1957 werkte Claus von Amsberg (de latere prins Claus) enige maanden bij hem.
- Gemeinsame Normdatei: 1059222639
- International Standard Name Identifier: 0000 0003 9578 1323
- Nationale Bibliotheek van Tsjechië: mzk20241238892
- Nederlandse Thesaurus van Auteursnamen: 070081301
- Virtual International Authority File: 290614345
- WorldCat: E39PBJjdfQcj8cxRwF8mKY8pyd